# Solanum paucispinum
Solanum paucispinum là loài thực vật có hoa trong họ Cà. Loài này được Werderm. miêu tả khoa học đầu tiên năm 1935.